# Olga Kurylenko
Olga Kurylenko, eg. Ólha Kostyantýnivna Kurylénko (ukrainska: О́льга Костянти́нівна Куриле́нко), född 14 november 1979 i Berdjansk, Ukrainska SSR, Sovjetunionen, är en fransk-ukrainsk fotomodell och skådespelerska.
Kurylenko är uppvuxen i Ukraina. Vid en resa till Moskva vid 13 års ålder upptäcktes hon och erbjöds arbete som fotomodell, vilket hon sedan fortsatt med. Vid 16 års ålder flyttade hon till Paris för att satsa på en internationell modellkarriär. Hon har också skådespelat i en rad filmer och medverkar bland annat i Bond-filmen Quantum of Solace. Hon spelade också mot tidigare James Bond-skådespelaren Pierce Brosnan i filmen The November Man. Hon medverkar även i filmerna Hitman, Max Payne, Centurion och Oblivion.
Hon har varit gift tre gånger. År 2015 fick hon en son.

## Filmografi i urval
- 2005 – The Ring Finger
- 2006 – Paris, je t'aime
- 2006 – The Serpent
- 2007 – Hitman
- 2007 – Fjärilen i glaskupan
- 2008 – East of Me
- 2008 – Max Payne
- 2008 – Quantum of Solace
- 2009 – Kirot
- 2010 – Centurion
- 2010 – Tyranny (TV-serie)
- 2011 – There Be Dragons
- 2012 – Erased
- 2012 – To the Wonder
- 2012 – Seven Psychopaths
- 2012-2013 – Magic City
- 2013 – Oblivion
- 2014 – Vampire Academy
- 2014 – The November Man
- 2014 – The Water Diviner
- 2015 – A Perfect Day
- 2015 – Momentum
- 2018 – Johnny English strikes again
- 2025 – Thunderbolts*